# دانفيل (فيرمونت)
دانفيل (بالإنجليزية: Danville, Vermont)‏ هي بلدة تقع بولاية فيرمونت في الولايات المتحدة. تبلغ مساحتها 158.3 (كم²)، وترتفع عن سطح البحر 485 م، بلغ عدد سكانها 2196 نسمة في عام 2010 حسب إحصاء مكتب تعداد الولايات المتحدة وتصل الكثافة السكانية فيها 14 نسمة/كم2.

## أعلام
- بيث تشامبرلين
- ويليام بالمر
- ثاديوس ستيفنز

## وصلات خارجية
- www.danvillevt.com
- The US50 - Cities and Towns in Vermont State
- Vermont Cities and Towns, Facts, Map, Flag, Colleges, Government, and More